# 东华镇 (平南县)
东华乡，是中华人民共和国广西壮族自治区贵港市平南县下辖的一个乡镇级行政单位。

## 行政区划
东华乡下辖以下地区：
东平社区、兴华村、关塘村、新田村、上湾村和相资村。